# Dellaglioa algida
Dellaglioa algida — вид молочнокислих бактерій родини Lactobacillaceae. Психрофільна молочнокисла бактерія, виділена з упакованої у вакуумі охолодженої яловичини. Вид описаний у 2000 році у роді Lactobacillus, але виділений у 2020 році у власний рід.

## Етимологія
Рід Dellaglioa названо на честь італійського мікробіолога Франко Деллальо за його внесок у систематику молочнокислих бактерій. Видова назва algida з латини перекладається як «холодний» і вказує на здатність рости при низькій температурі.

## Опис
Грампозитивна паличкоподібна бактерія з округлими кінчиками. Розміри 0,3-0,7х1,1-1,9 мкм. Нерухома, неспороутворююча, факультативно анаеробна. В агарових середовищах росте поодиноко або парами, в бульйонових — у досить довгих ланцюгах. Утворює гладку, округлі колонії, діаметром 1,0-1,5 мм. Психрофільний вид, розмножується при температурі 15-25 °C, а при температурі понад 30 °C не росте. При нагріванні до 70 °C гине через 10 хв.